# ينيشهر
يني شِهر (بالتركية العثمانية: یڭی شهر)‏ هي بلدية ومقاطعة في مرسين الكبرى، تركيا. تعتبر مرسين واحدة من 30 مركزًا حضريًا في تركيا مع أكثر من بلدية داخل حدود المدينة. توجد في مرسين أربع بلديات من المستوى الثاني بالإضافة إلى بلدية مرسين الكبرى (العاصمة).
كانت يني شهر في الأصل جزء من بلدية مرسين، تأسست بلدية يني شهر في عام 1993 كبلدية ثانوية في مرسين. تم إنشاء محافظة الدائرة المناظرة عام 2008.

## المعيشة
يني شهر في الغالب مدينة سكنية. وعلى طول البحر، هناك متنزه(بمساحة أكثر من 6 كيلومترات) والذي توفر منطقة نزهة للمقيمين. تعتبر المنطقة واحدة من أغنى أحياء مرسين. يقع مركز التسوق «المنتدى» الذي تبلغ مساحته 65000 متر مربع في وسط يني شهر. تقع كل من جامعة مرسين وجامعة طوروس في ينيشهير. جامع حضرة المقداد ، هو أكبر مسجد في مرسين ويقع أيضًا في ينيشهير.